# Тужба БиХ против СРЈ за геноцид
Тужба БиХ против СРЈ за геноцид (позната и као Босна и Херцеговина против Србије и Црне Горе; дејуре назив Примена Конвенције и спречавању и кажњавању геноцида) је био значајан случај пред Међународним судом правде где је први пут у шездесетогодишњој пракси суда једна држава, Босна и Херцеговина, оптужила другу државу, тадашњу СРЈ за наводни геноцид. Тужбу суду је саставио и поднео Френсис Бојл, саветник Алије Изетбеговића током рата у Бих.
Тужбу је током целог процеса оспоравала Република Српска, као ентитет Босне и Херцеговине.
26. фебруара 2007. године, Међународни суд правде је пресудио да Србија не може бити сматрана одговорном за злочин почињен у Сребреници од стране снага Републике Српске. У својој пресуди, Суд је нашао да је Србија ипак прекршила Конвенцију о геноциду тиме што није учинила све што је било у њеној моћи да спречи злочине, а потом није казнила нити предала учиниоце Хашком трибуналу. После овог суђења, Србија је постала прва земља која је по оцени суда прекршила Конвенцију о геноциду. Међутим, Србија није постала прва земља осуђена за геноцид и такав случај још треба да се догоди у пракси Међународног суда правде.
Тужба БиХ садржала је наводе да је Србија директно одговорна за злочине почињене на читавој територији Босне и Херцеговине, у намери да уништи муслиманско-бошњачко становништво Босне и Херцеговине. Последње рочиште одржано је 9. маја 2006. године.

## Ток суђења
Суђење се одвијало на следећи начин:

### Прва рунда изношења доказа
- од 27. фебруара, 2006. до 7. марта, 2006, Босна и Херцеговина
- од 8. марта, 2006. до 16. марта, 2006, Србија и Црна Гора

### Саслушавање вештака, сведока и сведока-вештака
- од 17. марта, 2006. до 21. марта, 2006, Босна и Херцеговина
- од 22. марта, 2006. до 28. марта, 2006, Србија и Црна Гора

### Друга рунда
- од 18. априла, 2006. до 24. априла, 2006, Босна и Херцеговина
- од 2. маја, 2006. до 9. маја, 2006, Србија и Црна Гора

## Пресуда
Пресуда Међународног суда правде потврдила је (као што је то раније пресудио Хашки трибунал) да су поједине фракције Војске Републике Српске починиле масакр у Сребреници у јулу 1995. године, али је истовремено одбацио наводе тужбе да је масакр почињен на читавој територији БиХ. У пресуди се наводи да су елементи геноцида остварени само на подручју Сребренице. Србија је јавно окривљена за неспречавање геноцида и за некажњавање и неизручивање починилаца - у првом реду команданта снага Републике Српске Ратка Младића. У пресуди суд је закључио да Србија није починила геноцид (усвојено са 13 гласова судија за и 2 против). Такође је са 11 гласова за и 4 против закључено да Србија није била ни саучесник у геноциду, иако је закључено да је СРЈ током рата пружала војну и финансијску подршку српском становништву у Републици Српској.
Србија је окривљена за непоштовање две привремене заштитне мере које је издао Међународни суд правде у априлу и септембру 1993. године. Тадашњој СРЈ је наложено да учини све у њеној моћи да спречи злочин геноцида и учини све да тај злочин не почине војне или паравојне формације под њеном контролом или које примају њену подршку. Судије су закључиле да у јулу 1995. године Србија није успела да спречи геноцид, по мишљењу суда, српске власти требало је да буду свесне озбиљности ситуације.
У доношењу ове одлуке, суд се позвао на стандарде постављене у случају Никарагва против САД , у коме је пресуђено да САД нису правно одговорне за акције Контра гериле упркос њиховом заједничком циљу и јавно израженој подршци.
Суд је закључио да други злочини почињени од стране српских војних снага током рата 1992—1995. остају на нивоу ратних злочина не могу се квалификовати као геноцид. Председник Суда Розалин Хигинс истакла је да се Суд у овом случају бавио геноцидом у правном и ужем смислу речи, а не у ширем смислу, нити пак ратним злочинима и злочинима против човечности.
Суд је даље одлучио да, после одвајања Црне Горе у мају 2006. године, друга странка у поступку остаје само Србија, али да било каква одговорност за протекле догађаје односи на тада постојећу Србију и Црну Гору, а пре ње Савезну Републику Југославију.

## Контроверзе око тужбе
Тужбу БиХ пратило је питање надлежности Међународног суда правде у овом случају. У време подношења тужбе статус СРЈ у Уједињеним нацијама није био јасан. СРЈ је себе сматрала наследницом СФРЈ, и имала је стално присутну мисију у УН (иако није учествовала у раду УН), али је такав став био оспорен од стране земаља Запада, пре свега САД. СРЈ је после октобарских промена 2000. године затражила поновни пријем у УН, што би значило да 1993. није била чланица и да стога није могла бити тужена (Међународни суд правде може судити само чланицама УН и земљама нечланицама које у конкретном случају изричито прихвате његову надлежност). Међутим, пошто је СРЈ прихватила све међународноправне обавезе СФРЈ, тиме је аутоматски приступила и Конвенцији о спречавању и кажњавању злочина геноцида из 1948. године. Та Конвенција предвиђа да стране потписнице у сваком спору који би настао из обавеза по овој Конвенцији прихватају надлежност МСП, и оваквим тумачењем Међународни суд правде се огласио надлежним у овом спору.
Друго значајно питање било је противљење Републике Српске овој тужби. Органи и представници Републике Српске као ентитета БиХ су оспоравали легитимитет и легалност ове тужбе дуги низ година, што је у неколико случајева довело до прегласавања у Председништву БиХ и до иницијатива за укидање финансирања тужбе, али није на крају довело и до њеног повлачења.